# Martin Söder
Per Martin Söder, född 11 januari 1963 i Bromma, är en svensk regissör, manusförfattare och producent.

## Filmografi
Regi
- 1996 – Vänner och fiender (TV-serie)
- 1997 – OP7 (TV-serie)
- 2002 – Utanför din dörr
- 2005 – Den utvalde

Producent
- 2011 – Maria Wern - Pojke försvunnen
- 2012 – Maria Wern - Inte ens det förflutna
- 2013 – IRL

Manus
- 2011 – Maria Wern - Svart fjäril